# 蘇穆利京斯基嶺
蘇穆利京斯基嶺是俄羅斯的山嶺，由阿爾泰共和國負責管轄，屬於阿爾泰山脈的一部分，平均海拔高度超過2,500米，最高點海拔高度2,756米，該地區被由樺木、冷杉和雪松覆蓋。